# Stitches (rapper)
Phillip Nickolas Katsabanis (* 17. června 1995), známý pod pseudonymem Stitches, je americký hip hopový umělec z Miami, Florida. Je znám díky písni „Brick In Yo Face“. Dříve, než začal vystupovat pod přezdívkou Stitches, byl znám jako Lil Phill. Jeho debutové album, For Drug Dealers Only, bylo vydáno 24. listopadu 2015. Začátkem roku 2015 mu byla diagnostikována rakovinu hrtanu, z které se už v květnu dokázal vyléčit.
Svůj první mixtape „No Snitching Is My Statement“ vydal v roce 2014, následovaný debutovým albem v roce 2015 For Drug Dealers Only. Rapper byl kritizován za předčasné ukončování koncertů v roce 2014. Jeho žena údajně předčasně ukončila koncert, protože Stitches poskytoval drogy svým divákům.

## Osobní život
Phillip Nickolas Katsabanis byl narozen 17. června 1995 v Miami Ester a Alexanderovi Katsabanisovým, kteří se rozvedli když mu byl 1 rok. Katsabanis je kubánsko-řeckého původu. Zpěvák potvrdil že začal prodávat drogy, aby sám sebe zajistil po přestěhování do South Beach a toto tvrzení bylo doloženo jeho sourozenci. Katsabanis je ženatý a má 3 děti. V lednu 2016, zpravodajství oznámilo, že byl vyhnán z domu, který pronajímal, protože několik měsíců nezaplacený nájem přesahoval částku 8000$.
25. ledna 2017 byl Katsabanis zadržen v Miami za zločin s drogami a za nelegální držení zbraně, poté co zaparkoval auto na místo pro handicapované. Když ho policie zadržela byl stále v autě, odevzdal strážníkovi joint a popřel že v autě nejsou žádné zbraně. Při prohledávání vozidla strážníci našli zbraň a sklenici plnou marihuany na zadním sedadle. V kapse měl pilulku oxykodonu bez platného předpisu.

## Diskografie

### Mixtapy
- No Snitching Is My Statement (2014)
- Brick Bible (2015)
- Supply & Demand (2015)
- The Trap House-EP (2017)
- Family Ties-EP (2017)
- Boss (2019)

### Studiové alba
- For Drug Dealers Only (2015)
- Tales Of A Drug Lord (2016)
- Cocaine Holiday (2017)
- I Need Rehab (2017)
- Bipolar (2018)
- Time for Murder (2018)
- Married to the Bricks (2020)